# Kamienica Carla Meyera w Bydgoszczy
Kamienica Carla Meyera w Bydgoszczy – kamienica położona w Bydgoszczy przy ul. Gdańskiej 60.

## Położenie
Budynek stoi we wschodniej pierzei ul. Gdańskiej, między ul. Słowackiego, a al. Mickiewicza.

## Charakterystyka
Kamienicę zaprojektował i wzniósł w latach 1891–1892 jako dom własny, wieloletni (1885–1913) bydgoski radca budowlany Carl Meyer. 
Po wyjeździe Meyera, w okresie dwudziestolecia międzywojennego w budynku miało swoją siedzibę Naukowe Towarzystwo Lekarzy.
Kamienica posiada eklektycznie ukształtowaną, tynkowo-ceglaną fasadę z elementami detalu architektonicznego w odmianie niderlandzkiej. Ozdobę elewacji stanowi pełnoplastyczna rzeźba kobiety, trzymająca rulon papieru i cyrkiel, będąca personifikacją Architektury i Budownictwa, umieszczona w niszy między oknami pierwszego piętra. Odnosi się to do profesji właściciela kamienicy. Kolejny akcent stanowi inicjał MC - Carl Meyer, umieszczony między oknami drugiego piętra. 
W budynku wyróżniają się również snycersko opracowane wrota z zachowanym oryginalnym witrażem w nadświetlu, prowadzące do sieni przejazdowej, charakteryzującej się pilastrowo-arkadowym podziałem i dekoracją sztukatorską.

## Galeria

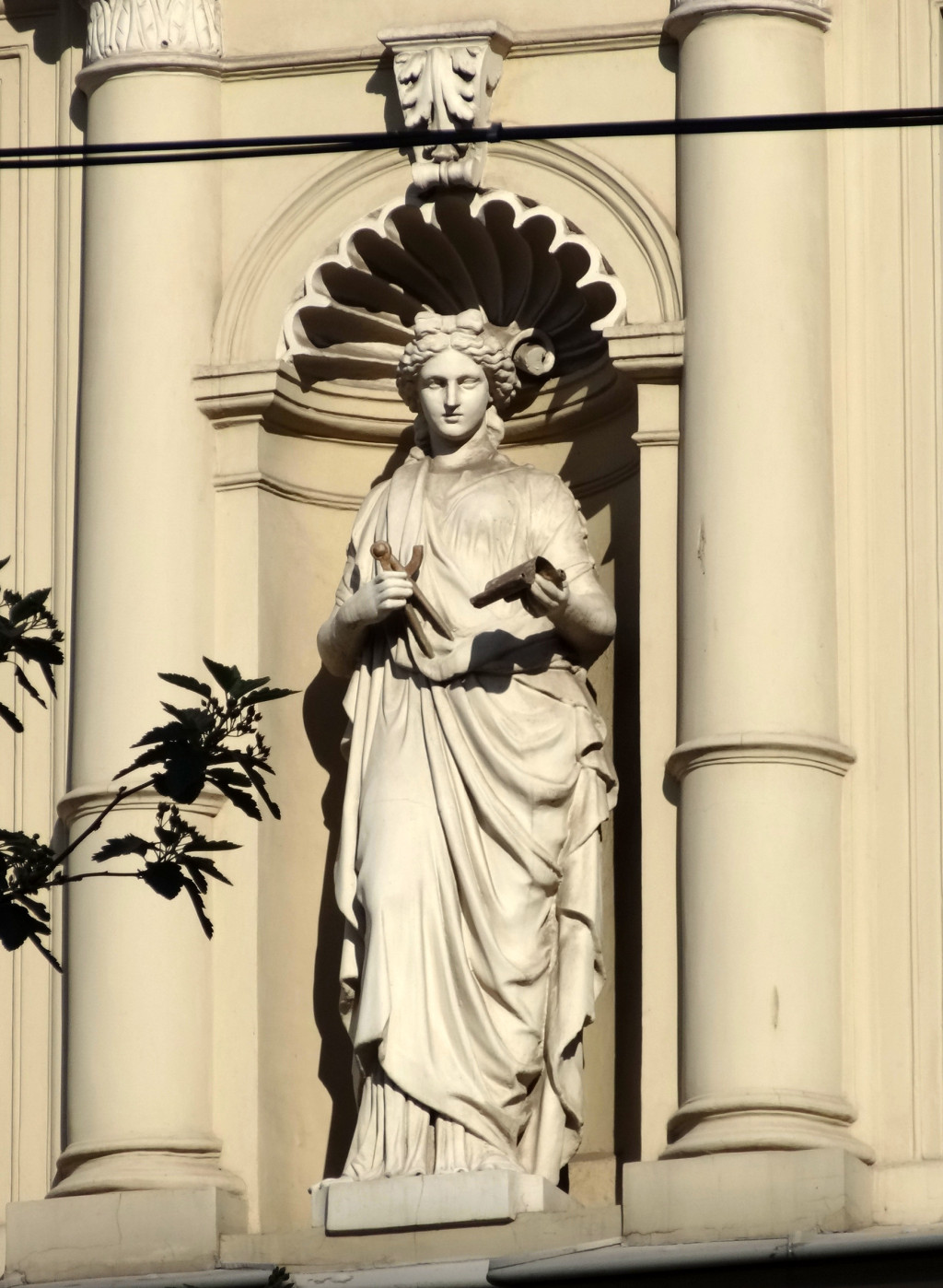
Alegoria architektury
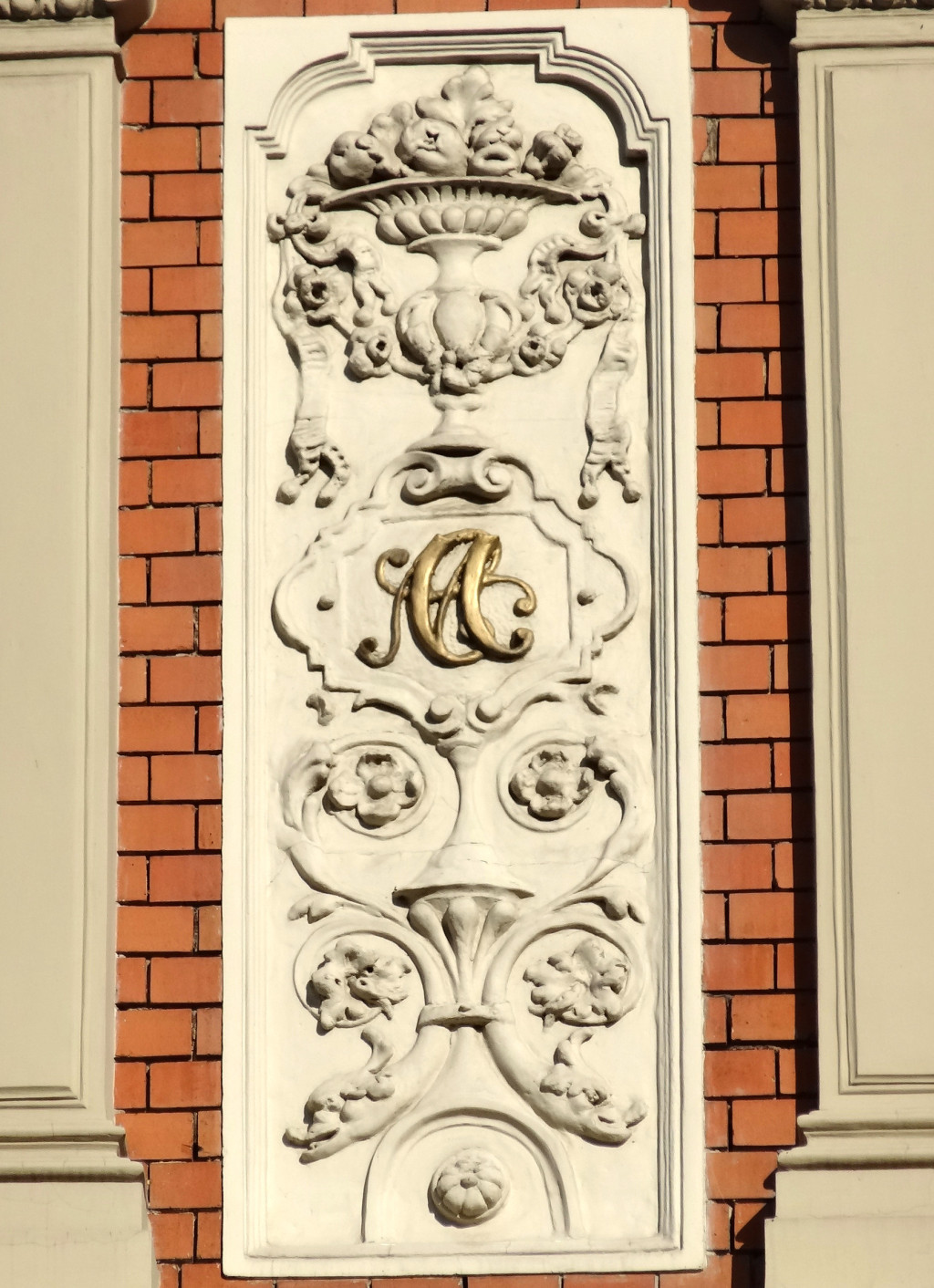
Ornamenty